# Neurozentrismus

Drehung um das Gehirn

Neurozentrismus ist eine Wortneuschöpfung und geht auf das Buch „Ich ist nicht Gehirn! Philosophie des Geistes für das 21. Jahrhundert“ (2015) des deutschen Philosophen und Buchautors Markus Gabriel zurück. Der Begriff ist als eine Kritik an der zentralen Fokussierung auf das Gehirn bei der Lösung des „schwierigen Problems des Bewusstseins“ („hard problem of consciousness“) gemeint. Hauptsächlich die kognitiven Neurowissenschaften würden bei dem Versuch der Lösung des Problems zur Erklärung des „bewussten Ichs“, „Selbst“, „Qualia“ durch die Zentrierung auf das Gehirn weitere, wesentliche Aspekte außer Acht lassen.

## Ursprung des Begriffes
Die ursprüngliche Bedeutung des Begriffes kann als eine Form der Kritik an der vermeintlichen Vereinnahmung der früheren Betätigungsfelder der Philosophie des Geistes durch die sogenannte „Naturalisierung des Geistes“ in den kognitiven Neurowissenschaften gesehen werden:
„Die Grundidee des Neurozentrismus lautet, ein geistiges Lebewesen zu sein, bestehe in nichts weiterem als dem Vorhandensein eines geeigneten Gehirns. Der Neurozentrismus lehrt also in aller Kürze: Ich ist Gehirn. Wolle man die Bedeutung von »Ich«, »Bewusstsein«, »Selbst«, »Wille«, »Freiheit« oder »Geist« verstehen, könne man nicht etwa die Philosophie, die Religion oder den gesunden Menschenverstand fragen, sondern müsse das Gehirn mit den Methoden der Neurowissenschaften – am besten gepaart mit der Evolutionsbiologie – untersuchen. Ich verneine dies und komme so zur kritischen Leitthese dieses Buchs: Ich ist nicht Gehirn!“

## Bedeutung des Begriffes

### Als Gegenposition zur „Naturalisierung des Geistes“
„Ebenso beschränkt ist der Horizont der Hauptströmung der heutigen Philosophie des Geistes bei der Erörterung des Leib-Seele-Problems. Die große Masse der Geistesphilosophen verfolgt noch immer das Ziel des Materialismus, Geist auf Gehirn zu reduzieren, das sich seit Langem als ebenso illusorisch erwiesen hat wie die Quadratur des Kreises. Alle Argumente gegen die Möglichkeit einer solchen Reduktion werden konsequent ignoriert. Wie die Vertreter der Hohlwelttheorie ist man immun gegen Kritik. Trotzdem behauptet man unverdrossen, der Materialismus sei die einzige wissenschaftliche Position zum Leib-Seele-Problem.“

Der Begriff des Neurozentrismus unterstellt, dass die kognitiven Neurowissenschaften versuchen würden, genuin philosophische Konzepte zum „bewussten Ich“, „Selbst“, „Qualia“ auf empirische Prozesse der Hirnforschung zu reduzieren oder ganz zu eliminieren. Die kanadische Philosophin Patricia S. Churchland definiert in ihrem Artikel „Mind-brain reduction: New light from philosophy of science“ (1982) die angestrebte Zielrichtung der kognitiven Neurowissenschaften als die Reduktion von mentalen Zuständen auf ihre Gehirnzustände:
„Die Diskussion über die Reduktion von mentalen Zuständen auf Gehirnzustände wird in den breiteren Kontext der Reduktion in anderen wissenschaftlichen Disziplinen wie Chemie, Physik und Biologie gestellt. Dies ist wichtig, um eine Perspektive darauf zu erhalten, was für eine Art von Reduktion es ist und um zu sehen, dass Reduktionen in erster Linie Übergänge zwischen Theorien und nur derivativ Beziehungen zwischen Phänomenen sind. Es zeigt auch, dass reduzierende Theorien zwar manchmal die alte Theorie als weitgehend richtig übernehmen, dass aber häufiger die alte Theorie wesentlich modifiziert und revidiert wird, und manchmal wird sie ganz und gar ersetzt. Wie viel von der alten Theorie in der reduzierenden Theorie überlebt, hängt von ihrer empirischen Integrität ab und davon, ob ihre grundlegenden Kategorien empirisch fundiert sind. Die Reduktion der Psychologie auf die Neurowissenschaften wird unter diesem Gesichtspunkt betrachtet und es wird vorgeschlagen, dass die Psychologie durch eine Reduktion auf die Neurowissenschaften grundlegend überarbeitet oder sogar ersetzt werden kann.“
Der Neurozentrismus sieht in der naturwissenschaftlichen Methodik der kognitiven Neurowissenschaften eine Tendenz, die auf eine „Naturalisierung des Geistes“ abziele. Durch die Methodik der Reduktion von Parametern und der anschließenden Induktion beabsichtige man in den kognitiven Neurowissenschaften zu präziseren Modellen und Theorien zur Erklärung von Bewusstsein zu gelangen. Bei diesem Vorgehen würden allerdings wesentliche Aspekte zu Bewusstseinszuständen mit qualitativem/subjektivem Erleben zu wenig berücksichtigt.
Der Fokus der neurowissenschaftlichen Forschung und Untersuchung würde aus der Sicht des Neurozentrismus rein monokausal auf dem Gehirn und seinen physiologischen Funktionen liegen. Hierbei wird angenommen, dass mentale Zustände ausschließlich auf neuronale Zustände des Gehirns reduzierbar und dadurch messbar/berechenbar wären. Ziel der Suche sei der Nachweis eines „Neuronalen Korrelat[s] des bewussten Erlebens“, um hierdurch qualitatives/subjektives Erleben, wie z. B. die „Erste-Person-Perspektive“ oder die „Qualia“ ausreichend erklären zu können.
Dieses Vorhaben wurde im vergangenen Jahrhundert durch die großen Erfolge im Bereich der Messverfahren der Neurowissenschaften sehr optimistisch eingeschätzt. Hans Berger entwickelte bereits 1924 die „Elektroenzephalografie (EEG)“, welche zur Messung der summierten elektrischen Aktivitäten des Gehirns diente. Besonders aber durch die nicht-invasiven, bildgebenden Messmethoden, wie z. B. der „funktionelle Magnetresonanztomografie (fMRT)“ der 80er und 90er Jahre wurden neue, entscheidende Impulse für die Hirnforschung geliefert, Die sich aus diesen Forschungsergebnissen bildende neue Teildisziplin – die kognitiven Neurowissenschaften – kann als eine Verschmelzung aus kognitiver Psychologie und Neurowissenschaften gesehen werden. Vergleichbar mit dem Apollo-Projekt der NASA wurde von dem amerikanischen Präsident George H. W. Bush am 17. Juli 1990 eine „Dekade des Gehirns“ ausgerufen, die zu einer Intensivierung der neurowissenschaftlichen Forschung anregen sollte.

### Als Kritik am Fehlen neuer Erkenntnisse zum Bewusstsein
Die optimistischen Ziele, welche elf der führenden Neurowissenschaftler 2004 in „Das Manifest der Hirnforschung“ formuliert hatten:
„Die Hirnforschung wird in absehbarer Zeit, also in den nächsten 20 bis 30 Jahren, den Zusammenhang zwischen neuroelektrischen und neurochemischen Prozessen einerseits und perzeptiven, kognitiven, psychischen und motorischen Leistungen andererseits so weit erklären können, dass Voraussagen über diese Zusammenhänge in beiden Richtungen mit einem hohen Wahrscheinlichkeitsgrad möglich sind. Dies bedeutet, man wird widerspruchsfrei Geist, Bewusstsein, Gefühle, Willensakte und Handlungsfreiheit als natürliche Vorgänge ansehen, denn sie beruhen auf biologischen Prozessen. [...] Dann lassen sich auch die schweren Fragen der Erkenntnistheorie angehen: nach dem Bewusstsein, der Ich-Erfahrung und dem Verhältnis von erkennendem und zu erkennenden Objekt. Denn in diesem zukünftigen Moment schickt sich unser Gehirn ernsthaft an, sich selbst zu erkennen.“
wurden mittlerweile allerdings von einigen beteiligten Forschern schon wieder etwas relativiert.
Als wesentlichen Kritikpunkt des Neurozentrismus führt dieser daher an, dass es trotz der beachtlichen Erfolge der kognitiven Neurowissenschaften auf dem Gebiet der Hirnforschung seit den prognostizierten 30 Jahren weiterhin an neuen Erkenntnissen zur Erforschung des Bewusstseins in der „Ersten-Person-Perspektive“ zu mangeln scheine. Selbst die relativ jungen Teildisziplinen wie die „Neuroinformatik“ oder die „Computational Neuroscience“ könnten mit der von ihnen gesammelten Datenmenge und ihren elaborierten Algorithmen immer noch nicht die Funktionsweise des Gehirns hinsichtlich der Bildung von Bewusstsein in der Ersten-Person-Perspektive schlüssig erklären. Eine der Ursachen für die weiterhin noch ausstehende Beschreibungsmöglichkeiten zum qualitativen/subjektiven Erleben wird in der Trennung des Bewusstseins vom Körper vermutet. Die Trennung des Bewusstseins vom Körper führe zu logischen Widersprüchen, die auch philosophisch nicht mehr auflösbar seien.

Der australische Neurobiologe Max Bennett und der englische Philosoph Peter M.S. Hacker beschreiben dieses Problem in ihrem Buch „Die philosophischen Grundlagen der Neurowissenschaften“ (2010): 
„Den Irrtum, den sich Neurowissenschaftler zuschulden kommen lassen, wenn sie den konstituierenden Teilen eines Lebewesens Attribute zuzuschreiben, die in logischer Hinsicht nur auf das ganze Lebewesen zutreffen, werden wir den ‚mereologischen Fehlschluss‘ in den Neurowissenschaften nennen. Das Prinzip, dass die psychologischen Prädikate, die nur auf menschliche Wesen (oder andere Tiere) als Ganze zutreffen, auf ihre Teile (wie das Gehirn) nicht sinnvoll angewendet werden können, werden wir ‚das mereologische Prinzip‘ in den Neurowissenschaften nennen. Von menschlichen Wesen, nicht aber von ihren Gehirnen, kann man sagen, dass sie rücksichtsvoll oder nicht rücksichtsvoll sind; von Tieren, nicht aber von ihren Gehirnen, und schon gar nicht von deren Hemisphären, kann man sagen, dass sie etwas sehen, hören, riechen und schmecken; von Menschen, nicht aber von ihren Gehirnen, kann man sagen, dass sie Entscheidungen treffen oder unentschlossen sind."
Ein „mereologischer Fehlschluss“ bezeichnet allgemein einen logischen Denkfehler, bei dem eine unzulässige Übertragung der Eigenschaften des Ganzen auf seine Teile oder von einem Teil auf das Ganze stattgefunden hat. Diesen logischen Denkfehler sehen Bennett und Hacker in dem „mereologischen Prinzip“ der Neurowissenschaften in der unzulässigen Übertragung der Eigenschaften einzelner Teile des Körpers auf die Eigenschaften des Gehirns und umgekehrt in der unzulässigen Übertragung der psychologischen Prädikate des Körpers als Ganzes auf ein einzelnes Teil des Gehirns als Organ gegeben:
„Nicht das Auge (geschweige denn das Gehirn) sieht, sondern wir sehen mit unseren Augen (und sehen nicht mit unseren Gehirnen, obgleich wir ohne ein normal funktionierendes Gehirn, was das visuelle System betrifft, nicht sehen könnten). Folglich hört auch nicht das Ohr, sondern das Lebewesen, dessen Ohr es ist. Die Körperteile eines Lebewesens gehören zu ihm als seine Teile, und psychologische Prädikate können nur dem ganzen Lebewesen zugeschrieben werden, nicht seinen konstituierenden Teilen.“
Die Trennung des Bewusstseins vom Körper führe zu philosophischen Problemen, wie zum Beispiel im „Neo-Cartesianismus“. Diese Problematik wird als gemeinsame Position ebenfalls von dem Neurokonstruktivismus beschrieben.

### Als gemeinsame Position mit dem Neurokonstruktivismus
Vertreter des Neurokonstruktivismus haben die Annahme, dass der Fokus der Untersuchung in den kognitiven Neurowissenschaften allein auf dem Gehirn lege und somit eine dualistische Differenz durch die Trennung des Körpers vom Bewusstsein entstehen würde. So spricht zum Beispiel Thomas Fuchs in seinem Essay „Hirnwelt oder Lebenswelt? – Zur Kritik des Neurokonstruktivismus“ (2011):
„Freilich ist Descartes’ dualistische Ontologie heute längst auf dem Rückzug. Der Materialismus löst das Problem, das durch die Spaltung zwischen der sinnlich wahrgenommenen Welt und dem wissenschaftlich konzipierten Universum entsteht, indem er nur noch Letzterem ontologische Realität zuspricht. In einem Punkt jedoch knüpfen die Verfechter des modernen Naturalismus noch immer an Descartes und den nachfolgenden Idealismus an: Auch für sie ist die wahrgenommene Welt nur subjektive Erscheinung, nämlich eine Reihe von „Vorstellungen“ oder „Repräsentationen“ als inneren Stellvertretern der äußeren Welt. Diese idealistische Konzeption der Wahrnehmung übernimmt die Neurobiologie, so heftig sie ansonsten den Dualismus bekämpft. Es genügt ihr, den Begriff der Repräsentation materialistisch umzudeuten, nämlich zur Bezeichnung derjenigen neuronalen Prozesse, die den subjektiven Bildern der Außenwelt zu Grunde liegen sollen. Durch spezifische Erregungsmuster oder Datenstrukturen spiegelt das Gehirn die Strukturen der Außenwelt wider. Wie sich zeigt, passen die idealistische Innenwelt des Bewusstseins und die neurobiologische Innenwelt des Gehirns überraschend gut zueinander: Denn sowohl aus idealistischer als auch aus materialistischer Sicht hat das Subjekt keinen wirklichen Anteil an der Welt. Die Verknüpfung beider Traditionen wird durch die Erkenntnistheorie des Neurokonstruktivismus hergestellt.“
Laut Fuchs' Kritik würde der vermutete Neurokonstruktivismus in den kognitiven Neurowissenschaften versuchen den Materialismus für die Innenansicht des Gehirns nutzbar zu machen. Auf diese Weise würde man sich aber dann den Vorwurf des „Neo-Cartesianismus“ einhandeln. Der Vorwurf des Neo-Cartesianismus geht davon aus, dass sich der alte Dualismus von Descartes' „res cogitans vs. res extensa“ in dem neuen Dualismus „Bewusstsein vs. Körper“ wiederholen würde und auf diese Weise bekäme man durch die Hintertür wieder einen neuen Idealismus. Dies steht aber in einem philosophischen Widerspruch zur intendierten Beschreibung der Hirnprozesse mit Hilfe des Materialismus:
„Diese idealistische Erkenntnistheorie hat – unter freilich verändertem Vorzeichen – auch Eingang in die Hirnforschung und die zugehörige Neurophilosophie gefunden. Auch für sie leben wir nur in einer subjektiven Wirklichkeit, die nun aber vom Gehirn konstruiert oder simuliert wird. Im Innenraum des Bewusstseins empfängt das Subjekt, der einsame Gefangene seines eigenen Palastes, die Bilder von der unerreichbaren Außenwelt. Nur sind diese Bilder nicht mehr Konstrukte der Kantischen Verstandesvermögen, sondern der zugrundeliegenden Hirnprozesse. Was den cartesischen „ideae‘‘ oder Vorstellungen nun entspricht, sind „neuronale Repräsentationen‘‘ – spezifische Erregungsmuster, durch die das Gehirn die Strukturen der Außenwelt widerspiegelt.“
Markus Gabriel zieht in seinem Buch „Ich ist nicht Gehirn. Philosophie des Geistes für das 21. Jahrhundert.“ (2015) auch noch das weitere philosophische Problem des „Neuromonismus“ als vermeintliche Gegenposition zum Dualismus in die Diskussion mit ein:
„Doch dieser Fehlschluss liegt insgeheim sogar dem Neurozentrismus zugrunde. Dieser meint immer noch, es gebe ein Ding: das Bewusstsein, dessen Eigenschaften man genauer untersuchen müsse, wobei dann eben auch die Frage zu beantworten wäre, wie sich dieses Ding zu den körperlichen Dingen im Universum, vor allem zu unserem Gehirn verhält. Die Antwort des Neurozentrismus ist, dass das Bewusstsein kein zusätzliches Ding zum Gehirnding ist, und identifiziert das Bewusstsein deswegen mit ihm.
Die Frage, wie sich Gehirn und Bewusstsein zueinander verhalten, hat übrigens auch Descartes schon formuliert. Er meinte, an der Zirbeldrüse (einem Teil des Gehirns, der sich im Epithalamus befindet und über die Produktion von Melatonin am Wach-Schlaf-Rhythmus beteiligt ist) finde der Kontakt von immateriellem Bewusstsein (mens) beziehungsweise Seele (animus) und Körper statt.

Bis heute meint man im Anschluss an die auf Descartes folgenden Debatten der frühen Neuzeit, es gelte, einen Streit zwischen zwei großen Positionen zu entscheiden. Der Dualismus behauptet, es gebe neben Gehirndingen noch ein Bewusstseinsding im Universum, während der Monismus dies bestreitet. Der Neuromonismus behauptet, das Bewusstseinsding sei entweder mit dem ganzen Gehirn oder mit einigen Gehirnarealen und deren Aktivitäten identisch. Beide Positionen setzen aber voraus, dass das Bewusstsein ein Ding ist, was bereits der entscheidende Fehler ist.“
Der Neuromonismus stellt in dieser Form allerdings keine echte Gegenposition zum Dualismus dar, da die Trennung des „Bewusstseins als Ding“ von den „körperlichen Dingen im Universum“ wieder zu einer neuen Form von Dualismus führt. Diese Trennung versucht die „4E-Theorie“ der „Philosophie der situierten Kognition (PSK)“ zu überwinden.

### Als Gegenkonzept in Form einer „4E-Theorie“ der „Philosophie der situierten Kognition (PSK)“
Als Gegenkonzept zum Neurozentrismus können die Ansätze des „extended mind“ („Erweiterter Geist“), des „embodiment“ („Verkörperung“), des „embededdness“ („Einbettung“) und des „enactivism“ („Enaktivismus“) gesehen werden. Die genannten Konzepte sind auch als die „4E-Theorie“ der „Philosophie der situierten Kognition“ (PSK) bekannt.
Der Ansatz der situierten Kognition geht davon aus, dass das Gehirn nicht mehr als isolierte Entität zu betrachten sei. Das Gehirn müsse sich demzufolge nicht nachträglich mit dem Körper und der Welt verbinden, um eine Wirklichkeit zu erschaffen. Die postulierten, neuen Dualismen von „Gehirn vs. Körper“ oder „Gehirn vs. Umwelt“ könnten insofern unter der Berücksichtigung des embodiment und des embededdness aufgelöst werden. Georg Northoff verdeutlicht das Problem in seinem Buch „Das disziplinlose Gehirn - Was nun, Herr Kant?: Auf den Spuren unseres Bewusstseins mit der Neurophilosophie“ (2012):
„Das, was Geist genannt wird, ist wahrscheinlich in der Beziehung zwischen Gehirn, Körper und Umwelt, das heißt das „Geist-Gehirn-Problem“ wird auf die Frage der verschiedenen Formen der Relation zwischen Gehirn, Körper und Umwelt verlagert. Und damit ist die klassische Dichotomie „Geist und Gehirn“ unterminiert.“
 Dieser neurophilosophische Ansatz stellt somit einen klaren Unterschied zu den bisherigen Entitäten-basierten Konzepten (mentale, physikalische, materielle Entitäten mit intrinsischen Eigenschaften) dar. Die Neurophilosophie versucht zwischen neurophysiologischen Forschungsergebnissen der kognitiven Neurowissenschaften und den philosophischen Überlegungen der Philosophie des Geistes zu vermitteln und interdisziplinäre Lösungen anzubieten. Auf der philosophischen Ebene werden zum Beispiel momentan Gedanken des ontischen Strukturenrealismus diskutiert, um das Problem des Bewusstseins in der Ersten-Person-Perspektive als „structural realist theory of the self (SRS)“ besser zu repräsentieren:
„Der wissenschaftliche Realismus zielt im Allgemeinen darauf ab, seine erkenntnistheoretischen und ontologischen Behauptungen mit Blick darauf zu entwickeln, was wissenschaftliche Theorien über die Welt aussagen. Das heißt, der wissenschaftliche Realismus vertritt den Realismus auf der Grundlage der wissenschaftlichen Theorien, die die kausale Struktur der Welt darstellen. Allerdings nicht alle Versionen des wissenschaftlichen Realismus nehmen wissenschaftliche Theorien ernst; traditionelle Formen des Realismus bemühen sich, die Implikationen der wissenschaftlichen Theorien auf gewohnheitsmäßige und a priori metaphysische Intuitionen (Ladyman & Ross, 2007). Der OSR weicht von diesem orthodoxen Ansatz ab und vertritt eine progressive Sichtweise auf die theoretischen Implikationen wissenschaftlicher Theorien (Ladyman & Ross, 2007). Auch SRS ist eine naturalistische Form des wissenschaftlichen Realismus, der darauf abzielt, seine epistemologischen und ontologischen Verpflichtungen auf der Grundlage der Ergebnisse wissenschaftlicher Theorien zu begründen. Das Bekenntnis zum Naturalismus bietet einen Vorteil gegenüber dem klassischen Substantivismus, der nicht mit den neuen wissenschaftlichen Erkenntnissen über das über das Selbst steht.“
Bewusstsein wird im Strukturenrealismus somit nicht mehr als Entität, sondern als strukturaler Prozess zwischen Gehirn und Umwelt betrachtet, der in dieser Form nicht mehr reduzierbar sei. Die Strukturen der Relationen, die notwendig wären um Bewusstsein besser zu verstehen, werden mit Hilfe von strukturenrealistischen Konzepten untersucht. Eine neurowissenschaftliche Theorie, welche Bewusstsein als ein strukturelles Phänomen auffasst und hierbei die „Verkörperung“ und „Einbettung“ des Bewusstseins berücksichtigt, wäre z. B. die „Temporo-spatial Theory of Consciousness (TTC)“

## Kritik an der Verwendung des Begriffes
Die Kritiken an der Verwendung des Begriffes des Neurozentrismus kommen sowohl aus der Philosophies des Geistes als auch aus den kognitiven Neurowissenschaften. Der Kritikpunkt einiger Kritiker richtet sich gegen die Grundannahme des Neurozentrismus, dass es eine „Erste-Person-Perspektive des Bewusstseins“ überhaupt nicht geben würde. Der deutsche Bewusstseinsforscher und Philosoph Thomas Metzinger bezieht diese Position in seinem Buch „Being no one. The self-model theory of subjectivity“(2004) und in seinem Artikel „Die Selbstmodell-Theorie der Subjektivität: Eine Kurzdarstellung in sechs Schritten“(2005):
„Die Selbstmodell-Theorie der Subjektivität ist eine philosophische Theorie darüber, was ein Selbst ist, eine Theorie darüber, was es eigentlich bedeutet, dass geistige Zustände „subjektive“ Zustände sind und auch darüber, was es heißt, dass ein bestimmtes System eine „phänomenale Erste-Person-Perspektive“ besitzt. Eine der Kernaussagen dieser Theorie ist, dass es so etwas wie Selbste in der Welt nicht gibt: Selbste und Subjekte gehören nicht zu den irreduziblen Grundbestandteilen der Wirklichkeit. Was es gibt, ist das erlebte Ichgefühl und die verschiedenen, ständig wechselnden Inhalte unseres Selbstbewusstseins – das, was Philosophen das „phänomenale Selbst“ nennen. Dieses bewusste Erleben eines Selbst wird als Resultat von Informationsverarbeitungs- und Darstellungsvorgängen im zentralen Nervensystem analysiert.“
Dieser philosophische Ansatz geht über die neurowissenschaftliche Reduktion des Bewusstseins auf neurophysiologische Zustände hinaus und versucht die genuin philosophischen Konzepte des „Selbst“ oder „bewussten Ichs“ gar zu eliminieren.
So behauptet Thomas Metzinger in seinem Buch „Der Ego-Tunnel: eine neue Philosophie des Selbst: von der Hirnforschung zur Bewusstseinsethik“ (2010), dass es ein „Selbst“ oder ein „bewusstes Ich“ gar nicht geben würde, sondern lediglich als „Illusion“ von dem Gehirn konstruiert werden würde:
„In diesem Buch werde ich Sie davon zu überzeugen versuchen, dass es so etwas wie »das« Selbst nicht gibt. Ganz im Gegensatz zu dem, was die meisten Menschen glauben, war oder hatte niemand je ein Selbst. Es ist aber nicht nur so, dass die moderne Philosophie des Geistes und die kognitive Neurowissenschaft im Begriff stehen, den Mythos des Selbst zu zertrümmern. Vielmehr ist mittlerweile auch deutlich geworden, dass wir das philosophische Rätsel des Bewusstseins - die Frage, wie es jemals auf einer rein physikalischen Grundlage wie dem menschlichen Gehirn entstehen konnte - niemals lösen werden, wenn wir uns nicht direkt mit der folgenden, ganz einfachen Erkenntnis konfrontieren: Nach allem, was wir gegenwärtig wissen, gibt es kein Ding, keine einzelne unteilbare Entität, die wir selbst sind, weder im Gehirn noch in irgendeiner metaphysischen Sphäre jenseits dieser Welt.“
Der Philosoph Daniel C. Dennett nennt diese vermeintliche "Illusion" in seinem Buch „From Bacteria to Bach and Back: The Evolution of Minds"“ (2017), die „user-illusion“. Laut dem 2004 verstorbenen Neurowissenschaftler und Nobelpreisträger Francis Crick sei die von uns wahrgenommene Wirklichkeit nichts anderes als eine bloße Projektion, die ebenfalls vom Gehirn konstruiert sei, wie er in seinem Buch „Was die Seele wirklich ist“ (1997) zu beschreiben versucht.
Der US-amerikanische Hirnforscher Antonio Damasio geht von einer ähnlichen Position aus und nennt diese Form der „Projektion“ eine »geistigen Multimediashow«, welche die Neuronen im Gehirn bei der Verarbeitung der elektrischen Signale der inneren und äußeren Reize erzeugen würde:
„Ich benutze diese Bilder sehr vorsichtig und gehe sicher, dass sie mit echten Hirnfunktionen übereinstimmen. Solche Bilder oder etwa ‚Bewusstsein als Multimediashow‘ tun das. Ich kann damit denjenigen Lesern, die keine Spezialisten sind, einen Eindruck für die Prozesse im Gehirn vermitteln. Andere gängige Metaphern sind schlecht, weil sie in die Irre führen und zu sehr vereinfachen. Zum Beispiel immer dann, wenn ein komplizierter Prozess, an dem viele Hirnareale mitwirken, mit dem Wort ‚Zentrum‘ erklärt wird!“
Aus Sicht der Kritiker gibt es daher keinen Grund zur Annahme eines Neurozentrismus, da die Hirnforschung genügend Gründe liefern würde, die eine Beschäftigung mit der „Erste-Person-Perspektive des Bewusstseins“, die auf neurophysiologische Prozesse reduzierbar sei, für unnötig erklären könnte. Das Gehirn würde im Sinne eines biologischen Konstruktivismus die Wirklichkeit mitsamt der Vorstellung eines „bewussten Ichs“ erst erzeugen. Vergleichbar mit der Kritik im Neurokonstruktivismus wären allein nur die neurophysiologischen Zustände real. Dem ontologischen Status der philosophischen Konzepte zur Beschreibung des Bewusstseins wird somit die Berechtigung als realer Zustand entzogen. Somit werden ehemals genuin philosophische Konzepte (Ich, Selbst) in den Neurowissenschaften auf ihre empirischen, neurophysiologischen Prozesse reduziert oder in dem eliminativen Materialismus sogar eliminiert.
Patricia S. Churchland vertritt z. B. diese Position des eliminativen Materialismus in ihrem Artikel „Neurophilosophy: the early years and new directions“ (2007):
„Die Neurophilosophie geht von der Hypothese aus, dass das, was wir „Geist“ nennen, in Wirklichkeit eine Ebene der Gehirnaktivität ist. Eine Folgerung dieser Hypothese besagt, dass wir viel über die Realität von mentalen Funktionen durch das Studium des Gehirns auf allen des Gehirns auf allen Organisationsebenen lernen können. Bis vor kurzem zogen es viele Philosophen vor zu glauben, dass wichtige Bereiche der geistigen Funktion niemals mit den Mitteln der empirischen Wissenschaft untersucht werden könnten. Dennoch, ein ko-evolutionären Fortschritt in der Psychologie und den Neurowissenschaften zu vielen Themen, darunter Bewusstsein, freier Wille und die Natur des Wissens hat dazu geführt, dass solche Überzeugungen aktualisiert werden müssen. Einige große Probleme zwischen Geist und Gehirn sind noch nicht gelöst und erfordern erhebliche theoretische Innovationen. Insbesondere das Problem, wie man die wahre Natur von Repräsentationen verstehen kann, bleibt ungelöst.“